# Ху Чжэнъянь
Ху Чжэнъя́нь (кит. 胡正言, пиньинь Hú Zhèngyán, 1582—1672) —  китайский художник-график, гравёр и печатник, мастер ксилографии и эстампов, резчик печатных досок и печатей, библиофил времен империи Мин, один из создателей техники многоцветной художественной ксилографии (доу бань), основанной на точном совмещении на листе бумаги отпечатков с нескольких печатных досок (гун хуа).

## Биография
Ху Чжэнъянь родился в 1582 году в уезде Сюнин Хуэйчжоуской управы Южной непосредственно подчинённой Двору области (сейчас эти земли находятся на территории провинции Аньхой). Он жил и работал в южной столице империи Мин — Нанкине, где во дворе его дома на склоне горы Цзилуншань росли более десятка стеблей бамбука, поэтому оно получило название Кабинет Десяти бамбуков (Шичжучжай). Отсюда происходят названия двух главных творений Ху Чжэнъяня — «Шичжучжай хуа пу» («Комплект рисунков и каллиграф) из Кабинета Десяти бамбуков») и «Шичжучжай цзянь пу» («Комплект художественного почтового бумаги из Кабинета Десяти бамбуков»). С установлением маньчжурской династии Цин он отошел от дел и стал вести жизнь отшельника. Умер в 1672 году.

## Творчество

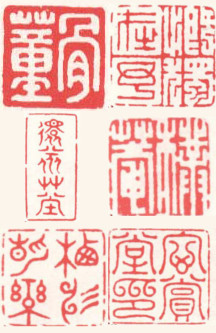
Пример печатных досок Ху Чжэн-яня

Над альбомом «Шичжучжай хуа пу», состоящий из более чем 160 цветных гравюр размером 20 (по вертикали) на 23, 6 (по горизонтали) см, Ху Чжэнъянь работал с 1619 по 1627. В предисловии художник, поэт, ученый Ян Вэньцун (1597—1646) назвал его обладателем «искусного сердца и изящной руки, который превзошел предыдущие эпохи». Альбом дошёл до нас в переиздании 1633 с предисловием анахорета-упасаки Син-тяня и находится в Пекинской библиотеке. В него входят восемь тематических разделов по 20 гравюр: каллиграфия, цветы сливы, орхидеи, бамбук, камни, плоды, птицы и животные, цветы. Каждый рисунок сопровождается каллиграфически выполненной в стихах. Рисунки принадлежат кисти самого Ху Чжэн-яня и других художников: Чжао Мэнфу, Шэнь Чжоу, Тан Иня, Вэнь Чжэнмина, У Биня, Ни Инна.

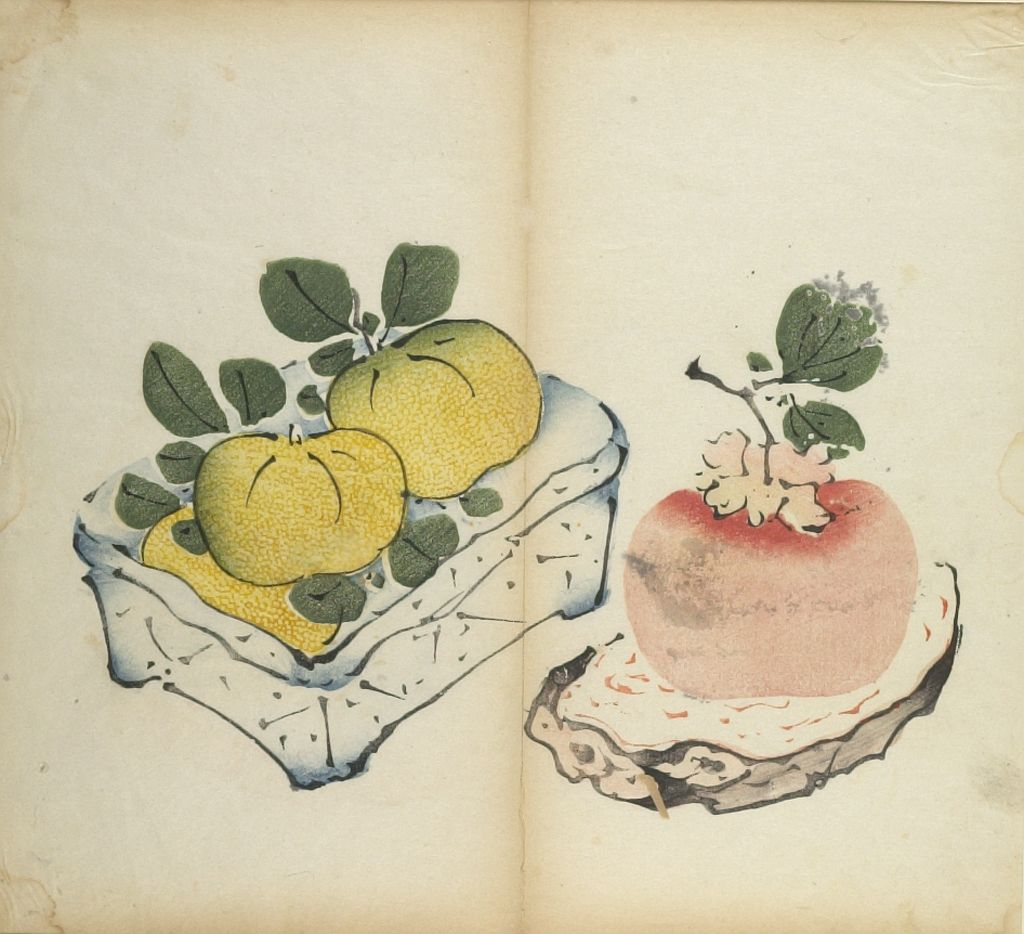
Фрукты из «Руководства по живописи и каллиграфии», показывающие градацию цвета, достигнутую благодаря методам печати Ху Чжэн-яня

Ху Чжэнъянь входил в круг литературно-художественной богемы, образовавшейся в атмосфере духовно-нравственной раскованности конца Мин и увлекался эротикой в беллетристике и живописи. Кроме того, Ху Чжэнъянь развивал традиции хуйчжоуськои школы книжной иллюстрации ситуации во второй половине XVI в. вблизи его родины — в уезде Шесянь провинции Аньхуй, а её мастера принимали активное участие в иллюстрировании эротической литературы и создании особого жанра эротических литературно-художественных альбомов. Данное искусство процветало примерно с 1570 по 1650 год и за эти 80 лет достигло больше не превзойденного уровня, в чём первостепенную техническую роль сыграл Ху Чжэнъянь.
«Шичжучжай цзянь пу» увидел свет в год падения империи Мин (1644), состоящий из четырёх цзюаней и включает в себя 289 гравюр размером 21 (по вертикали) на 14 (по горизонтали) см, разбитых на 36 тематических разделов. В предисловии Ли Кэгуна описана история его создания и в целом печати художественной бумаги (цзянь), а также особенности и трудности цветной ксилографии. В частности, сказано, художественная бумага наметилось приобрел совершенства, прежде всего, благодаря стараниям Ху Чжэнъяня, который мастерски соединил собственно новаторство с достижениями прошлого. Этим его произведением «была открыта новая эра в истории мировой полиграфии».
Ху Чжэнъянь вырезал доски для таких изданий, как «Хуан Мин Бяо чжун цзи» («Основы увековечения верности царствующей династии Мин»), «Ши тай» («Беседы о поэзии»), «Шан хань ми (би) яо» («тайная суть лихорадочного поражения холодом»), «Цянь вэньлюшу тун яо» («Общая суть шести категорий письма тысяч знаков»), «Лю ю чжэн е» («Исправление ошибок шести категорий письма»).